# Hydrellia mayoli
Hydrellia mayoli is een vliegensoort uit de familie van de oevervliegen (Ephydridae). De wetenschappelijke naam van de soort is voor het eerst geldig gepubliceerd in 1996 door Canzoneri & Rallo.